# Rhaebo blombergi
Rhaebo blombergi es una especie de anfibio anuro de la familia Bufonidae.

## Descripción
R. blombergi es una de las mayores especies de sapos de Sudamérica, alcanzando un tamaño de hasta 30 centímetros. Su cuerpo es grueso, con extremidades delgadas y fuertes de coloración grisácea oscura. Posee dedos largos y prensiles. Su coloración va desde una dominancia del amarillo ocre o café amarillento en la parte superior hasta un café oscuro o marrón a los lados desde el extremo del hocico pasando por los ojos y la membrana timpánica. Su vientre es grisáceo con vetas salpicadas más oscuras.

## Distribución
Habita en elevaciones de 200 a 600 m s. n. m. en las tierras bajas de selvas tropicales. Se lo encuentra desde las provincias norteñas de Esmeraldas y Carchi en el Ecuador, hasta la parte occidental de la Cordillera Occidental en los departamentos de Nariño, Cauca, Valle del Cauca y Chocó.